# 足立区立第十四中学校
足立区立第十四中学校（あだちくりつ だいじゅうよんちゅうがっこう）は東京都足立区にある公立中学校。23区内公立中学校で生徒数が多い学校のひとつ。略称は「十四中（じゅうよんちゅう）」。

## 教育目標
- 進んで学ぶ人
- 礼儀正しい人
- やりとげる人

## 通学区域
足立区では学校選択制が導入されており、通学区域外でも入学することが出来る。平成20年度新入学生の区立中学校選択の応募状況最終集計では学区域内の応募人数より通学区域外の応募人数の方が多い。小学校では栗原北小学校・伊興小学校・東伊興小学校・竹の塚小学校・西伊興小学校の通学区域にあたる。
- 足立区
  - 伊興一丁目、三丁目
  - 伊興二丁目の1番から2番、9番から12番、17番から19番
  - 伊興四丁目の1番から10番、12番から15番
  - 伊興五丁目の1番から2番
  - 伊興本町一丁目、二丁目
  - 竹の塚一丁目
  - 竹の塚六丁目の1番から16番
  - 西竹の塚一丁目、二丁目
  - 東伊興一丁目の1番、4番
  - 東伊興二丁目の1番から13番
  - 東伊興三丁目、四丁目
  - 六月二丁目の14番から15番、34番から最後まで
  - 六月三丁目

## アクセス
- 東武スカイツリーライン竹ノ塚駅下車徒歩3分
- 都営バス「竹ノ塚駅」下車徒歩3分
- 東武バス「竹の塚駅東口」「竹の塚駅西口」下車徒歩3分

## 著名な出身者
- 吉岡雄二（元プロ野球選手、巨人・近鉄・楽天）
- 大場翔太（元プロ野球選手、ソフトバンク・中日）
- 倉澤利彰（元競泳選手、1992年バルセロナ・1996年アトランタオリンピック日本代表）
- 中村克（競泳選手、2016年リオ・2020年東京オリンピック日本代表）
- 齋藤健太（アドルフサックス）
- アイスマン福留（アイスクリーム評論家）